# Nitrazepam
Nitrazepam (łac. Nitrazepamum) (ATC: N05 CD02) – lek nasenny i uspokajający, pochodna benzodiazepiny.
Skutkami ubocznymi działania leku mogą być m.in. brak koncentracji, problemy z pamięcią, poczucie zmęczenia, koszmarne sny.
Nitrazepam działa na ośrodki limbiczne i podwzgórze. Zwiększa powinowactwo kwasu γ-aminomasłowego do receptora GABA-A.
Wykazuje przede wszystkim komponentę nasenną. Po wprowadzeniu do lecznictwa nowszego estazolamu rola nitrazepamu zmalała.

## Preparaty
- Nitrazepam GSK tabletki 5 mg

Preparat produkowany był od 1973 roku. Krajową produkcję tabletek rozpoczęły ówczesne Poznańskie Zakłady Farmaceutyczne „Polfa” (obecnie GSK). W 2024 r. lek został wycofany z oferty producenta.